# Tenpole Tudor
Tenpole Tudor est un groupe de punk anglais dirigé par Edward Tudor-Pole. Le groupe s'est fait connaître pour la première fois lorsque Tudor-Pole est apparu dans le film des Sex Pistols, La Grande Escroquerie du Rock'n'roll (The Great Rock 'n' Roll Swindle) et sur trois des singles de la bande originale. Le groupe a ensuite eu des succès à part entière avec des chansons comme Swords of a Thousand Men et Wünderbar. Le groupe est actif par intermittence depuis 1977, et l'incarnation actuelle est connue sous le nom de The Tenpole Tudor Vikings.

## Origines
Tenpole Tudor s'est formé en 1977 lorsque Tudor-Pole (chant, saxophone) a rencontré le guitariste Bob Kingston, le bassiste Dick Crippen et le batteur Gary Long. Ils ont joué régulièrement pendant plusieurs années jusqu'à ce que Tudor-Pole lui-même (sous le surnom d'Eddie Tenpole) se fasse connaître en apparaissant dans le film de 1980, The Great Rock 'n' Roll Swindle (filmé en 1978). Il était initialement présenté comme remplaçant du chanteur des Sex Pistols Johnny Rotten – interprétant les chansons « Who Killed Bambi ? , "The Great Rock 'n' Roll Swindle" et une reprise de " Rock Around The Clock " pour le film et la bande originale  - cependant, le manager Malcolm McLaren et les Sex Pistols restants ont plutôt décidé d'abandonner le groupe et de partir chacun de leur côté.

## 1980-1999
Tenpole Tudor a enregistré un single sur WEA Records avec en face A Real Fun et en face B What's in a Word. Real Fun est disponible en live sur deux CD différents, mais le single n'est jamais sorti en CD. Tenpole Tudor est revenu en 1980 et a signé un contrat d'enregistrement avec Stiff Records, avec lequel ils ont sorti le single 3 Bells in a Row (qui est une version légèrement différente de celui trouvé plus tard sur l'album Eddie, Old Bob, Dick et Gary), produit par Dick Crippen.
Le groupe sort son premier album, Eddie, Old Bob, Dick and Gary, en 1981. Il s'est bien vendu et, en plus du populaire 3 Bells in a Row, en furent tirés deux autres singles à succès : Wünderbar et Swords of a Thousand Men. La même année, le groupe sort son deuxième album, Let the Four Winds Blow, qui s'est également bien vendu. Ils se sont en outre distingués par leurs performances live bizarres, lors desquelles les membres du groupe s'habillaient souvent en tenue médiévale, et Tudor-Pole lui-même en armure de cotte de mailles. Ils ont en outre ajouté Munch Universe au groupe, ce dernier étant payé par le label.
Stiff Canada a sorti un album unique au Canada intitulé Swords of a Thousand Men en 1981. Cet album a été pressé par Attic Records à Toronto. Il s'agit d'une compilation de leurs deux autres albums, et comprenait Eddie Tudorpole, Gary Long, Bob Kingston, Dick Crippen et Munch Universe. La pochette de l'album montre une photo prise par Kim Aldis du groupe en armure, debout devant les runies d'un château. Les vidéos de Swords of a Thousand Men et Wünderbar ont été régulièrement diffusées à la télévision canadienne.
En 1982, le Tenpole Tudor original s'est séparé. Alors que Tudor-Pole dirigeait une version d'inspiration cajun de Tenpole Tudor, le reste du groupe a sorti un single sous le nom de The Tudors, sans Munch Universe. Après l'échec de l'incarnation non originale de Tenpole Tudor, Tudor-Pole a quitté Stiff Records et a commencé à se produire dans des groupes de jazz et de swing, pour finalement revenir à la comédie. Tudor-Pole a formé une nouvelle itération du groupe en 1985, avec Mick (guitare), Matt (basse), Sean (saxophone/guitare) et Paul (batterie).

## 2000 à aujourd'hui
Depuis les années 2000, Tudor-Pole s'est concentré en partie sur sa carrière d'acteur et principalement sur son nouveau spectacle en direct décrit comme un « One Man Stadium Show ». Il a reformé Tenpole Tudor de temps à autre, notamment en 2001, avec Darrell Bath à la guitare, Donagh O'Leary à la basse et Ben Standage à la batterie. Il présente actuellement son spectacle solo dans toute la Grande-Bretagne et, en 2009, a sorti un album de Tenpole Tudor intitulé Made It This Far .
En 2018, la dernière incarnation du groupe a été formée. The Tenpole Tudor Vikings comprend Ed Tudor-Pole, Rita Kae, Elin Krstiansen, Tony Rudseter, Thomas Hoegda, Tony Karlsen, Daniel Norum, Morten Anders Gaard et Inger Marie Buseth. Ils ont enregistré un album, composé principalement de reprises d'anciennes chansons de Tenpole Tudor, chez Rudestar Recording, Skogbygda, Norvège, qui est sorti en 2019 sous le titre 3 Bells in a Row .
Ed Tudor-Pole et Dick Crippen sont apparus ensemble sur scène pour la première fois en plus de 35 ans en septembre 2016 pour soutenir les associations caritatives Rhythmix et Heads On. Bob Kingston est le frère de l'ancien batteur des Mo-dettes, June Miles-Kingston. Depuis 1988, Crippen possède et exploite le studio d'enregistrement Panther dans le Surrey, produisant de nombreux groupes de rock, punk et garage tels que Chelsea et Johnny Moped. Il joue également de la guitare dans The Weird Things.
Aujourd'hui, en 2024, leur tube Wunderbar est repris comme chant des supporters de l'équipe nationale de football de la Belgique, mieux connue sous le nom Diables rouges, et ce à l'occasion de l'euro de football qui aura lieu en Allemagne du 14 juin au 14 juillet 2024.

## Discographie

### Tenpole Tudor

#### Albums
- Eddie, Old Bob, Dick and Gary (en) (1981, Stiff Records, SEEZ 31) UK Albums Chart no 44 - Remasterisé au Canada sous le titre Swords of a Thousand Men plus B-side[4]
- Let the Four Winds Blow (en) - (1981, Stiff Records, SEEZ 42)
- Made It This Far - (2009, Angel Air)
- 3 Bells in a Row - (2019, Voices of Wonder)

#### Singles
- Who Killed Bambi? (en) - (1979, Virgin Records VS 256) - sous le nom de Ten Pole Tudor - UK Singles Chart no 6 - la face A de Who Killed Bambi? est Silly Thing par les Sex Pistols[5]
- Rock Around the Clock - (1979, Virgin VS 290) - UK no 21[5] - la face A de Rock Around The Clock est The Great Rock 'n' Roll Swindle par les Sex Pistols[5]
- Real Fun / What's in a Word - (1980, Korova - KOW 4)
- 3 Bells in a Row / Fashion (Live au Marquee Club) / Rock and Roll Music (Live au Marquee Club) - (1980, Stiff Records, BUY 98)
- Swords of a Thousand Men (en) / Love and Food - (1981, Stiff Records, BUY 109) UK no 6[5]
- Wünderbar (en) / Tenpole 45 - (1981, Stiff Records, BUY 120) - UK No. 16[5]
- Throwing My Baby Out with the Bath Water / Conga Tribe - (1981, Stiff Records, BUY 129) - UK no 49[5]
- Let the Four Winds Blow / Sea of Thunder - (1981, Stiff Records, BUY 137)
- Swords of a Thousand Men (en) - (2012, Stiff Records, BUY 285) - extrait de la bande originale du film Les Pirates ! Bons à rien, mauvais en tout

#### Compilations
- The Best of Tenpole Tudor: Swords of a Thousand Men - (2001, Metro, METRCD 049) - compilation de singles, faces B et morceaux d'album sélectionnés.
- Wunderbar: The Stiff Records Singles Collection - (2002, Anagram Records, CD PUNK 128) - compilation de tous les singles et faces B.

### The Tudors
- Tied Up With Lou Cool / Cry Baby Cry - (1983, Stiff Records, BUY 172)

### Eddie Tenpole Tudor
- The Hayrick Song / Take You to the Dance - (1983, Stiff Records, BUY 177 - 7" / SBUY 177 - 12")

### rééditions de CD
- Eddie, Old Bob, Dick and Gary - (1991, Repertoire Records, REP 4220-WY) - l'album original plus six morceaux bonus.
- Eddie, Old Bob, Dick and Gary - (1993, Stiff Records, STIFFCD 06) - l'album original plus trois titres bonus.
- Let the Four Winds Blow - (1993, Stiff Records, STIFFCD 12) - l'album original plus cinq titres bonus.
- Swords of a Thousand Men - (1997, Recall Records) - Version 2CD des rééditions de 1993 avec différentes illustrations.
- Eddie, Old Bob, Dick and Gary / Let The Four Winds Blow: The Stiff Anthology - (2007, Stiff Records, CDSEEZ 31) - Réédition 2CD remasterisée numériquement des albums originaux, avec les versions single, faces B et live exclusif des pistes.